# ایم
ایم (به انگلیسی: Eyam) یک روستا و محله مدنی در بریتانیا است که در Derbyshire Dales واقع شده‌است. ایم ۹۲۶ نفر جمعیت دارد.